# Haworthia cooperi var. viridis
Haworthia cooperi var. viridis, és una varietat de Haworthia cooperi del gènere Haworthia de la subfamília de les asfodelòidies.

## Descripció
Haworthia cooperi var. viridis és una petita planta i de forma una mica globular, amb un color verd molt agradable amb les puntes de les fulles amb finestres foliars. Aquesta varietat fa fillols lentament i es diferencia principalment per la mida i la forma de la fulla. Poden ser molt més primes i incurvades, amb molt escasses o fins i tot sense espines a les quilles i al marge.

## Distribució i hàbitat
Aquesta varietat creix a les regions àrides de la província sud-africana del Cap Oriental, entre els 500 i 1500 m d'altitud.

## Taxonomia
Haworthia cooperi var. viridis va ser descrita per (Poelln.) M.B.Bayer i publicat a Haworthiad 16: 65, a l'any 2002.
Etimologia
Haworthia: nom en honor del botànic britànic Adrian Hardy Haworth (1767-1833).
cooperi: epítet que honora al botànic i explorador de plantes anglès Thomas Cooper (1815-1913) que va recol·lectar plantes a Sud-àfrica del 1859 al 1862.
var. viridis: epítet llatí que significa "verd".
Basiònim
- Haworthia gracilis var. viridis M.B.Bayer, Haworthia Revisited: 79 (1999).[9]